# SN 2006lo
SN 2006lo – supernowa typu Ia odkryta 12 października 2006 roku w galaktyce A213419+0035. W momencie odkrycia miała maksymalną jasność 22,90m.